# Dad's Surprise
Dad's Surprise è un cortometraggio muto del 1913 prodotto dalla Nestor. Il nome del regista non viene riportato nei credit.

## Trama
Il vecchio Gotrox è padre di due belle figliole. Le ragazze vogliono dare una festa, ma Gotrox ha qualcosa da ridire sullo spendere troppo per cose che lui ritiene sciocche e inutili. Loro però lo convincono e cominciano a fare i preparativi. Il droghiere, al quale sono arrivati molti ordinativi, telefona a Gotrox per avere qualche dritta e il vecchio gli dice che qualsiasi cosa ordinino le figlie, loro hanno la sua approvazione. La festa, alla quale partecipa anche papà, è un successo e il vecchietto è felice e contento. Quando però gli arriva il conto da pagare, la musica cambia. Furibondo, se la prende con le due donzelle scriteriate. Ma le lacrime delle fanciulle inteneriscono il cuore di papà che perdona le due scialaquatrici e si ripromette di essere, per il futuro, un padre migliore.

## Produzione
Il film fu prodotto dalla Nestor Film Company.

## Distribuzione
Distribuito dalla Motion Picture Distributors and Sales Company, il film - un cortometraggio di 150 metri - uscì nelle sale cinematografiche USA il 20 giugno 1913.
Nelle proiezioni, veniva programmato con il sistema dello split reel, accorpato in un'unica bobina con un altro cortometraggio della Nestor, la commedia Aladdin's Awakening.